# Klemens Alois Baader
Klemens Alois Baader (München, 8 april 1762 – aldaar, 23 maart 1838) was een Duits katholiek theoloog.

## Biografie
Klemens Alois Baader was de zoon van Joseph Franz von Paula Baader, lijfarts van de keurvorst van Beieren. Hij volgde een gymnasium in München en studeerde aansluitend theologie aan de Universiteit van Ingolstadt. In 1785 behaalde hij daar zijn doctoraat in de filosofie. Vervolgens werkte hij aan de consistories van de bisschoppen te Augsburg en Salzburg. Baader werd op 25 augustus 1787 kanunnik in Freising. Op 30 mei 1797 werd hij lid van de Academie van Wetenschappen in München en op 10 juli 1799 van die in Erfurt. Klemens Baader werd op 7 januari 1803 aangesteld als commissaris voor het onderwijs in München; op 25 oktober van datzelfde jaar werd hij tot hoofdcommissaris bevorderd. Hij werd als kreisschulrat met de rang van landesdirektionsrat in Ulm aangesteld. In 1811 werd Baader kreisschulrat in Salzburg, maar verloor zijn functie toen die stad in 1816 Oostenrijks werd. Na een aanstelling te Burghausen keerde hij op 22 maart 1817 weer terug naar zijn geboorteplaats. Daar ging hij met pensioen en verbleef daar tot zijn dood op 23 maart 1838.
Baader publiceerde verschillende boeken waaruit zijn belangstelling voor het verlichtingsdenken en de politiek in zijn tijd blijkt. Een project waarin hij alle Beierse geleerden uit de 18e eeuw wilde behandelen kwam in eerste instantie niet verder dan het eerste deel, dat in 1804 verscheen. Na zijn pensionering zette hij het project in gewijzigde vorm voort, aangezien de grenzen van Beieren inmiddels aanzienlijk gewijzigd waren. Ook beperkte hij zich tot de overleden auteurs en behandelde niet meer de nog levende, zoals in het eerste deel wel het geval was geweest.

## Publicaties (selectie)
- Fragmente a. d. Tagebuche eines Menschen und Christen (1791)
- Reisen durch verschiedene Gegenden Deutschlands in Briefen (twee banden; 1795 tot 1797)
- Eduards Briefe über die französische Revolution (1796)
- Gedanken und Vorschläge eines bairischen Patrioten in drei Briefen über Geistlichkeit und Landschulen (1801)
- Aussichten, Wünsche und Beruhigung fürs Vaterland (1801)
- Nothwendigkeit der individuellen Säcularisation etc. (1802)
- Das gelehrte Baiern oder Lexikon aller Schriftsteller, welche Baiern im 18. Jahrhundert erzeugte, A–K (1804; geen verdere delen verschenen)
- Kurze Geschichte der Kriegsvorfälle zu Ulm im Spätherbst 1805 (1806)
- Lexikon verstorbener bairischer Schriftsteller des 18. und 19. Jahrhunderts (twee banden; 1824 tot 1825)
- Blumen aus verschiedenen Gärten, Aphorismen etc. (1822 tot 1824)
- Freundschaftliche Briefe (1823)